# Lista albumelor Numărul 1 Billboard 200 în 2015
Billboard 200 este clasamentul albumelor din SUA. Acesta se compune pe baza vânzărilor.
Acesta cuprinde cele mai vândute 200 de albume sau EP-uri din Statele Unite ale Americii, lista lor fiind publicată săptămânal în Revista Billboard.

## Istoricul Topului
| Data         | Album                                         | Artist          | Ref.   |
| ------------ | --------------------------------------------- | --------------- | ------ |
| 3 Ianuarie   | "1989"                                        | Taylor Swift    | [ 1 ]  |
| 10 Ianuarie  | "1989"                                        | Taylor Swift    | [ 2 ]  |
| 17 Ianuarie  | "1989"                                        | Taylor Swift    | [ 3 ]  |
| 24 Ianuarie  | "1989"                                        | Taylor Swift    | [ 4 ]  |
| 31 Ianuarie  | "Title"                                       | Meghan Trainor  | [ 5 ]  |
| 7 Februarie  | "American Beauty/American Psycho"             | Fall Out Boy    | [ 6 ]  |
| 14 Februarie | "1989"                                        | Taylor Swift    | [ 7 ]  |
| 21 Februarie | "1989"                                        | Taylor Swift    | [ 8 ]  |
| 28 Februarie | "If You're Reading This It's Too Late"        | Drake           | [ 9 ]  |
| 7 Martie     | "Smoke + Mirrors"                             | Imagine Dragons | [ 10 ] |
| 14 Martie    | "Dark Sky Paradise"                           | Big Sean        | [ 11 ] |
| 21 Martie    | "Piece by Piece"                              | Kelly Clarkson  | [ 12 ] |
| 28 Martie    | "Original Soundtrack from Season 1 of Empire" | Soundtrack      | [ 13 ] |
| 4 Aprilie    | "To Pimp a Butterfly"                         | Kendrick Lamar  | [ 14 ] |
| 11 Aprilie   | "To Pimp a Butterfly"                         | Kendrick Lamar  | [ 15 ] |
| 18 Aprilie   | "The Album About Nothing"                     | Wale            | [ 16 ] |
| 25 Aprilie   | Furious 7 (soundtrack)                        | Soundtrack      | [ 17 ] |
| 2 Mai        | "Handwritten"                                 | Shawn Mendes    | [ 18 ] |
| 9 Mai        | "Sound & Color]]"                             | Alabama Shakes  | [ 19 ] |
| 16 Mai       | "Jekyll + Hyde"                               | Zac Brown Band  | [ 20 ] |